# 기어드 터보팬

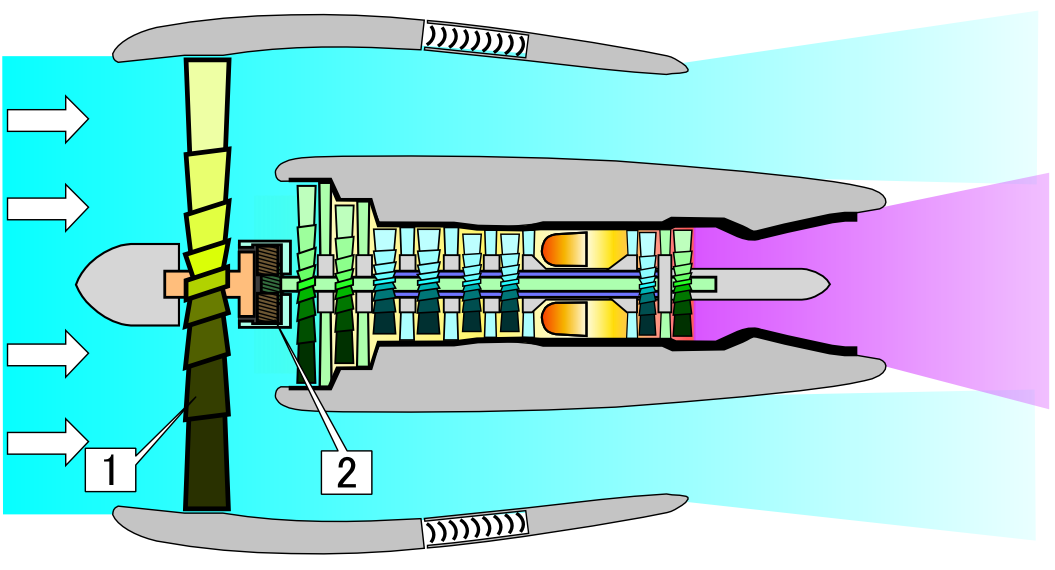
기어드 터보팬 엔진
1.팬
2.감속장치(유성기어)

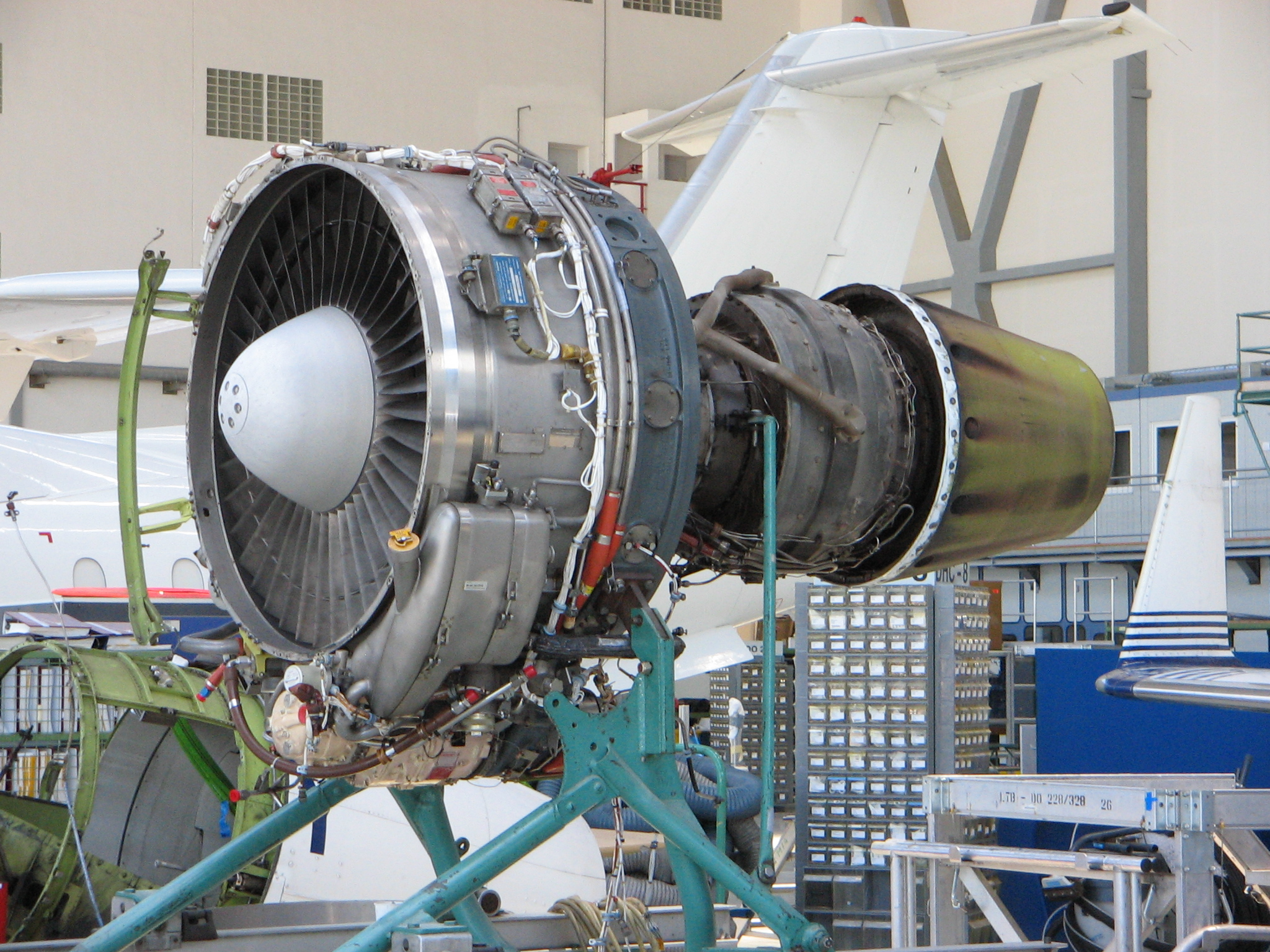
봄바디어 챌린저 600에 탑재된 ALF502 기어드 터보팬

기어드 터보팬(Geared Turbo Fan Engine, GTF)은 제트 엔진의 일종이다. 터보팬의 발전형으로, 종래와 다른 것은 팬을 감속시켜 구동하는 유성기어 장치를 탑재하고 있다는 점이다.

## 개요

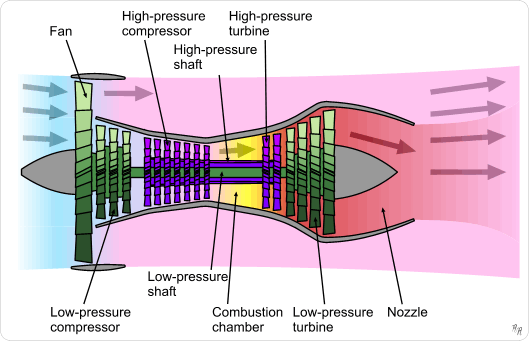
(비교) 터보팬의 구조도
팬축에 감속장치가 없다

일반적으로 터보팬 엔진은 팬(프로펠러기의 프로펠러에 해당)의 지름을 크게 할수록, 즉 바이패스비(by-pass ratio)를 크게 할수록 연비를 향상시킬 수 있다. 엔진의 추력은 팬이 밀어내는 공기의 양과 속도에 좌우된다.
이때 바이패스비를 크게 하면 같은 속도에서 더 많은 면적의 공기를 밀어낼 수 있어 추력을 높일 수 있게 되거나 혹은 같은 추력을 얻기 위해 더 적은 연료를 쓸 수 있게 된다.

바이패스비를 올린다는 것은 저압터빈의 지름에 대한 팬의 지름의 상대적인 비율이 늘어나는 것을 의미하는데, 지름을 너무 크게 하거나 회전수를 너무 빠르게 하면 팬 블레이드 끝단의 속도가 음속에 도달하면서 조파항력(wave drag)에 의해 에너지 효율에 큰 손실이 생긴다. 만약 팬의 회전수를 팬 블레이드에 있어 가장 적당한 속도로 회전시키려 하면, 종래의 터보팬 엔진의 경우 팬과 직결된 저압 압축기 및 저압 터빈의 회전수가 함께 떨어지게 된다. 그런데 터빈과 압축기의 회전수가 낮아지면 압축효율이 저하되면서 전체적인 에너지 효율이 함께 떨어지게 된다. 낮은 회전수에도 적절한 압축효율을 유지하고 팬 및 저압 압축기의 회전에 필요한 에너지를 충분히 얻기 위해서는 더 고온 고압에서 연소되기 위해 압축비를 올리거나 저압 터빈의 단수를 늘려야 한다. 전자의 경우 고온을 견딜 수 있는 재료가 고가이고 설계와 공정이 더 치밀해져야 한다는 점, 너무 고온이 되면 산화질소나 일산화탄소 등의 유해 배기가스가 늘어난다는 점, 그리고 후자의 경우 늘어난 터빈의 단수만큼 엔진의 중량이 늘어나 결국 더 많은 연료를 필요로 하게 되어 엔진효율 상승분이 상쇄되어 버린다는 점 등의 문제가 발생한다.

이러한 딜레마를 해결하기 위한 한 방법으로 팬과 저압터빈이 각각 최적화된 회전수를 유지하면서 조파항력에 의한 손실을 줄이기 위한 설계로 저압터빈과 팬 사이에 변속기어가 설치되었다. 이 설계에 따르면 팬과 저압압축기가 각자 필요한 회전수로 회전할 수 있게 되어, 엔진의 저압압축기와 저압터빈의 단수와 부품 수 및 중량도 함께 줄일 수 있다. 또한 팬의 저속 회전으로 인해 기존 터보팬 엔진에 비해 소음을 대폭 줄일 수 있다. 기어드 터보팬 엔진을 탑재한 BAe 146은 당시는 물론 지금까지도 제트기로서는 세계에서 가장 조용한 민간항공기 중 하나로, 런던 도심에 가까운 런던 시티 공항에서 활약하고 있다. 

하지만 저압터빈에서 생산된 일부 에너지를 추가된 기어장치에서의 전달손실에 의한 발열로 상당히 잃게 된다는 점, 터빈과 압축기에서 줄인 중량보다 추가된 감속기어의 중량이 더 낮아야 한다는 점, 그리고 기어장치의 제조 비용과 신뢰성에 대한 검증이 필요하다는 점 등도 지적되고 있다. 2017년 기준으로, 제트엔진 시장에서 기존의 터보팬을 업그레이드한 엔진과 대등한 경쟁을 하고 있지만 새로운 엔진설계에 따른 생산수율 저하와 부품공급원 연계 등에서의 차질로 인해 출하가 늦어지는 문제도 함께 겪고 있다.

## 엔진
- PD-18R（계획중）
- PD-30
- ALF 502/LF 507
- TFE731
- PW1000G

## 같이 보기
- 터보팬
- 프롭팬
- 터보프롭팬